# Komet Hug-Bell
Komet Hug-Bell ali 178P/Hug-Bell je periodični komet z obhodno dobo okoli 7,1 let.

 Komet po klasični definiciji pripada Jupitrovi družini kometov .

## Odkritje
Komet sta odkrila  10. decembra 1999 ameriška ljubiteljska astronoma Gary Hug in Graham E. Bell.
To je prvi komet, ki sta ga odkrila ljubiteljska astronoma.

## Lastnosti
Tirnica kometa leži v celoti med tirnicama Jupitra in Marsa.
Komet ni posebno svetel, ima magnitudo18,8 .